# Саїд Мухамед Аднан
Саїд Мухамед Аднан Мафуд Мохамед (араб. سيد محمد عدنان; нар. 5 лютого 1983, Малкія, Бахрейн) — бахрейнський футболіст, захисник клубу «Аль-Хідда».

## Клубна кар'єра

### Початок кар'єри
Футбольну кар'єру розпочав у клубі з рідного міста, «Малкія». У 2003 році в складі вище вказаного клубу дебютував у Прем'єр-лізі Бахрейну. У команді провів два сезони. У 2005 році виїхав до Катару, де грав за «Аль-Хор», де як і в «Малкії» був гравцем основи.

### «Брисбен Роар»
17 липня 2011 року австралійські ЗМІ повідомили, що Аднан прибув на перегляд до переможця А-Ліги 2010/11 «Брисбен Роар». 16 серпня 2011 року бахрейнець підписав 1-річний контракт з австралійським клубом. Вперше зіграв в А-Лізі 15 жовтня 2011 року в поєдинку проти «Сіднея» (0:2). Дебютним голом за «Брисбен» 14 січня 2012 року відзначився ударом зі штрафного в поєдинку проти «Сіднея» (2:1). 9 липня 2012 року стало відомо, що Аднан не буде продовжувати свій контракт з «Брисбеном», після чого повернеться додому до своєї родини в Бахрейні.

### «Аль-Арабі» (Кувейт)
28 липня 2012 року на офіційному сайті «Аль-Арабі» повідомили, що Аднан підписав 1-річну угоду на суму 500 000 доларів США, щоб грати в кувейтській Прем'єр-лізі.

### «Аль-Арабі» (Катар)
28 травня 2013 року підписав угоду з представником Ліги зірок Катару «Аль-Арабі».

### «Аль-Хідд»
У 2014—2016 році виступав за бахрейнський клуб «Аль-Хідд».

### «Аль-Аглі»
У сезоні 2016/17 років виступав за «Аль-Аглі».

### «Аль-Хідд»
З 2018 року виступає за бахрейнський клуб «Аль-Хідд».

### Затримання за незгоду в Бахрейні 2011 року
5 квітня 2011 року, разом з членами національної футбольної команди Бахрейну А'алою та Мохамедом Хубайлою, влада Бахрейну заарештувала Саїда Мухамеда Аднана, який заявив, що футболісти брали участь у «незаконних насильницьких акціях протесту». Місцеві правозахисники стверджували, що трьох футболістів, а також понад 150 інших спортсменів, жінок та адміністраторів, було призначено покаранням, оскільки вони брали участь у акціях протесту проти уряду.
23 червня було оголошено, що Мохамеда Хубайлу таємно судили і засудили до двох років позбавлення волі спеціальним судом безпеки Бахрейну, створеним за режимом воєнного стану, запровадженим у березні 2011 року. 24 червня ФІФА, керівний орган світового футболу, оголосив, що просив футбольну владу Бахрейну надати інформацію про випадки затримання гравців під час політичних протестів.
Після звинувачень у втручанні влади у цей спорт, ув’язнення Мохаммеда Хубайла та відсторонення понад 150 спортсменів, тренерів та арбітрів за участь в антиурядових акціях протесту, Бахрейн зіткнувся із забороною світового футболу. Призупинення членства в ФІФА могло перешкодити Бахрейну взяти участь у матчі кваліфікаційного раунду Азіатських ігор.
За даними Управління Верховного комісара ООН з прав людини в Женеві, судові процеси, здавалося, мали ознаки політичного переслідування, до того ж існували серйозні занепокоєння тим, що права обвинувачених у належній процедурі не дотримуються. 29 червня 2011 року Агентство новин Бахрейну повідомило, що військовий прокурор Сил оборони Бахрейну оголосив, що «обвинувачені, які беруть участь у медичних та спортивних злочинах», були звільнені, але судові процеси триватимуть відповідно до законодавчих процедур Бахрейну.

## Кар'єра в збірній
З 2004 року виступав у складі національної збірної Бахрейну. Того ж року разом з національною командою посів 4-те місце на Кубку Азії 2004. На турнірі зіграв 4 матчі: з Китаєм (2:2), з Катаром (1:1), з Індонезією (3:1 та червона картка), а також у матчі за 3-тє місце з Іраному (2:4). У 2007 році головний тренер Мілан Мачала викликав Саїда до збірної на Кубок Азії 2007. На турнірі зіграв 2 матчі: з Південною Кореєю (2:1) та зі Саудівської Аравії (0:4). У 2009 році номінований на премію «Азіатський гравець року».
У заключному турі кваліфікації чемпіонату світу 2010 року не реалізував вирішальний пенальті проти Нової Зеландії, що змусило всю країну сумувати, після того, як Бахрейн вдруге поспіль пропустив чемпіонат світу з футболу.

## Титули і досягнення
- Чемпіон Австралії: 2011-12
- Чемпіон Бахрейну: 2015-16, 2019-20
- Володар Кубка Короля Бахрейну: 2015
- Володар Кубка Федерації футболу Бахрейну: 2015
- Володар Суперкубка Бахрейну: 2015, 2016, 2017
- Володар Суперкубка Кувейту: 2012